# BMTカナーシー線
BMTカナーシー線（BMT Canarsie Line）はニューヨーク市地下鉄のBディビジョンの路線で、終端駅のあるブルックリン区のネイバーフッド（カナーシー）から名付けられた。しばしば14丁目-カナーシー線（14th Street - Canarsie Line）とも呼ばれる。終日L系統 が運行されており、ニューヨーク市地下鉄の路線図等ではライトスレートグレーのラインカラーで示されている。
カナーシー線はBMTイースタン・ディビジョンの一部で、イースタン・ディストリクト線（Eastern District Line）と呼ばれることもある。.これは旧ブルックリン市にウィリアムズバーグ市が統合された際に、ウィリアムズバーグがブルックリンの東部地区（イースタン・ディストリクト）である、とされたことにちなむ。ウィリアムズバーグはカナーシー線のブルックリン区内地下区間の起点となった場所であり、カナーシーに至る線路が引かれたのは後年のことである。グランド・ストリート駅の近くにあったイースタン・ディストリクト高校は1996年に閉校されるまでこの歴史的な地名を保っていた（現在はグランド・ストリート・エデュケーショナル・キャンパスとなっている）。

## 路線概況
| 系統 | 時間帯 | 区間   |
| ---- | ------ | ------ |
|      | 終日   | 全区間 |

カナーシー線はマンハッタンの8番街-14丁目駅からブルックリンのカナーシー-ロッカウェイ・パークウェイ駅まで走っている。全線複線である。
現在の路線は、マンハッタンの8番街駅からブルックリンのイースト・ニューヨーク地区にあるブロードウェイ・ジャンクション駅までは2線式の地下線で、ウィルソン・アベニュー駅付近のみ南行き線路が屋内の地上線路の真上にある2階建て構造になっている。北行き線路は地下にあるように見えるが、実際は地上の屋外線路で、北行きホームからモファット・ストリート南東のウィルソン・アベニューの行き止まりにある駅入口へと続く階段はない。これは、線路がニューヨーク・コネクティング鉄道の付近にあるためで、その鉄道はトリニティ墓地の境界に接している。カナーシー線には急行用の線路がないため、全列車が各駅停車である。
ブロードウェイ・ジャンクション駅の手前で線路は高架に上がり、BMTジャマイカ線の上を通過する。ブロードウェイ・ジャンクション駅からアトランティック・アベニュー駅の間、カナーシー線が他の路線と接続する唯一の線路である、ジャマイカ線、イースト・ニューヨーク検車区との連絡線がある。1956年まではフルトン・ストリート高架線とも接続していた。カナーシー線はアトランティック・アベニュー駅で、ブロードウェイとフルトン・ストリートの高架線からリバティー・アベニュー高架線（現在もINDフルトン・ストリート線の一部としてさらに東に残っている）への接続部分と構造を共有していた。
ピトキン・アベニューの東でカナーシー線は、1906年に元々線路が勾配分離されていた2線式の高架構造に入り、サッター・アベニュー駅に入る。次のリヴォニア・アベニュー駅では、IRTニューロッツ線のリヴォニア・アベニュー高架が頭上を通過し、そのすぐ先でリンデン工場に単線で接続している。ブロードウェイ・ジャンクション駅での接続の他には、この非電化操車場での接続が唯一の地下鉄接続であり、間接的にニューロッツ線への接続となっている。しかし、Bディビジョンの大きさでは、Aディビジョンの幅の制限のため、この線にアクセスできない。次の駅、ニューロッツ・アベニュー駅を過ぎると高架は終わり、1865年に建設された路面電車用地に下りる。この路線はカナーシー-ロッカウェイ・パークウェイ駅で終点となる。

## 歴史

### 蒸気機関車での高架線時代

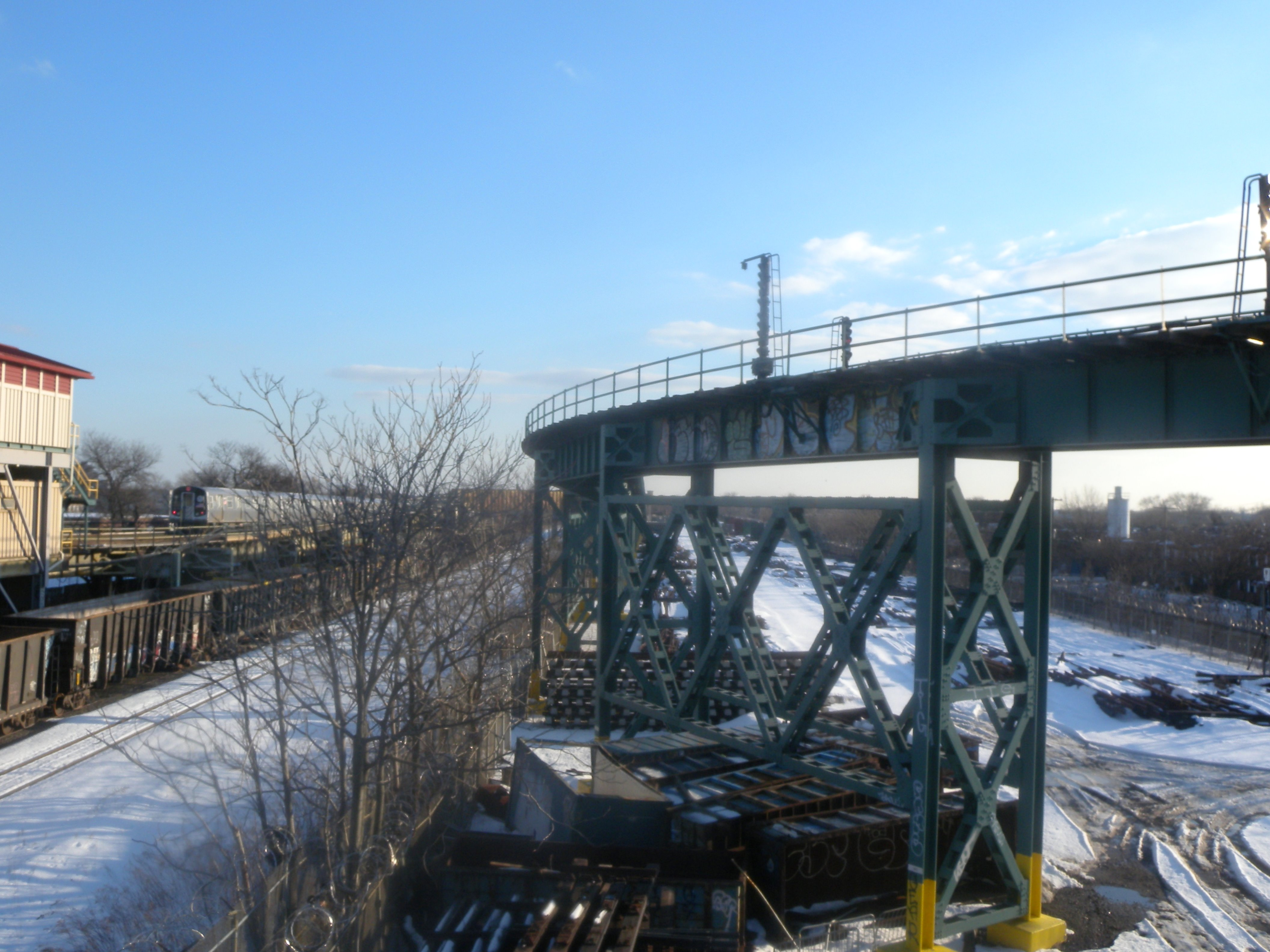
ニューロッツ線との連絡線

1906年にBRTの高架線となる以前、カナーシー線は蒸気ダミー線として運行されていた。1863年12月24日に着工され、1865年10月21日に開通したブルックリン＆ロッカウェイ・ビーチ鉄道が最初に所有した路線で、イーストニューヨークのロングアイランド鉄道から、現在のロッカウェイ・パークウェイとの分岐点のすぐ近くにあるカナージー・ランディングの桟橋まで開通していた。現在のロッカウェイ・パークウェイの分岐点にほど近いカナージー・ランディングの桟橋まで開通し、そこからロッカウェイ行きのフェリーが運行された。この路線は1894年まで単線だった。
カナーシー鉄道は1906年5月8日にBRTの子会社として買収され（ブルックリン・ユニオン高架鉄道にリース）、1906年5月31日に路線を買収した。路線の一部は高架化され、ニューロッツ・アベニュー以南の高架部分は第三軌条、それ以外は架空線で電化された。ベイ・リッジ支線へのアクセスにニューロッツ以北の路線を使用していたロングアイランド鉄道は、すぐ西に新線を建設した。イースト・ニューヨークの終点は、以前ベイ・リッジ支線に使われていた区間に沿って数ブロック延長された。「イースト・ニューヨーク・ループ」は、かつてフルトン・ストリート高架とブロードウェイ高架（現在のBMTジャマイカ線）に使われていた区間に沿って、マンハッタン・ジャンクション（現ブロードウェイ・ジャンクション）と呼ばれる地点まで延長された。

### デュアル・コントラクトにおける再建
第一次世界大戦前後のデュアル・コントラクト地下鉄拡張計画では、マンハッタン・ジャンクションの複雑な分岐点が、現在ブロードウェイ・ジャンクションとして知られる、さらに複雑な立体交差構造に改築された。この拡張工事は、カナーシー高架とフルトン・ストリート高架が分岐する地点まで南下し、アトランティック・アベニューに3面6線の駅を設置した。この複合施設は交通渋滞の中で再建され、段階的に開業し、1919年に完成した。
同時にBRTは、高架列車を架線の下で運行させる必要のある残りの運行を廃止する方向に動いた。ほとんどの場合、これは完全に勾配分離された路線で第三軌条を使用することを意味した。カナーシー線に第三軌条が敷設された際、この動力方式はロッカウェイ・パークウェイとグレンウッド・ロードにある重要な駅までしか敷設されないことが決定された。それ以遠は頻繁に踏切があるため、第三軌条は現実的ではなかった。路線のこの部分は、1917年に高架車両を使用するカナーシー・シャトルに変更され、1920年に架線車両に変更された。
1973年に踏切が撤去されるまで、第三軌条にもかかわらず東105丁目で踏切が1つ残され、ニューヨーク市最後の公共高速鉄道の踏切となった。

### 14丁目-イースタン線

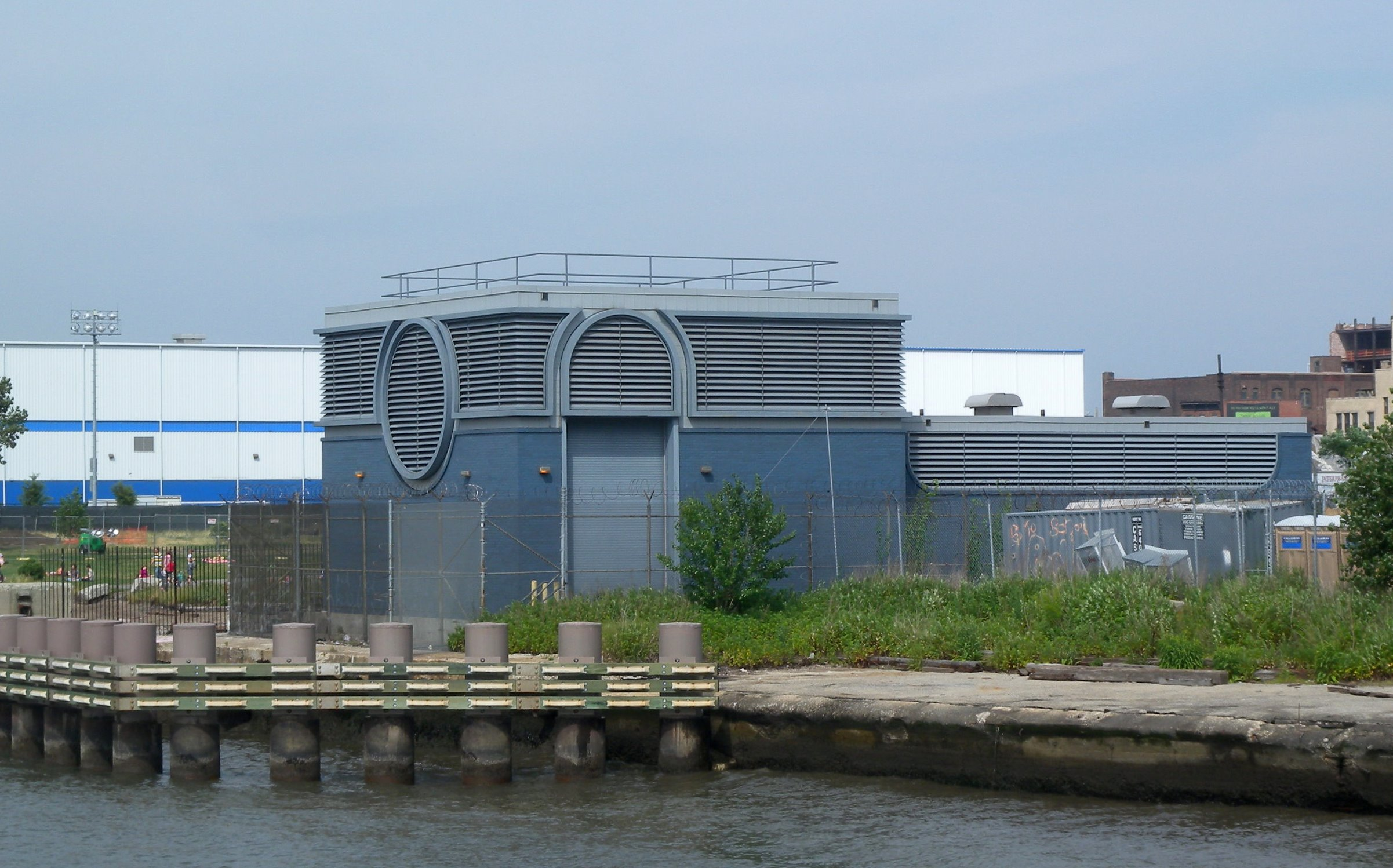
換気装置

1916年1月13日、ブース・アンド・フリン・ラインが建設工事を受注。建設期間中はクリフォード・バーバー・ミホランドが技師長を務めた。
1924年6月30日、現在の反対側の端に、当初は14丁目-イースタン・ディストリクト線として知られ、通常は14丁目-イースタン線と短縮される地下鉄路線が、マンハッタンの14丁目の下を通り、イースト・リバーの下の6番街からウィリアムズバーグを通り、モントローズ・アベニュー-ブッシュウィック・アベニュー駅まで開通した。路面電車の線路に乗り入れ、ロングアイランド鉄道のブッシュウィック車庫の角を曲がって、地下鉄との接続がないこの路線に列車を乗り入れるための仮設斜路が建設された。
4年後の1928年7月14日、線路はさらに東に延伸され、ワイコフ・アベニューの下を通り、南はニューヨーク・コネクティング鉄道と平行してブロードウェイ高架線（ジャマイカ線）の既存駅の上に建てられたブロードウェイ・ジャンクション駅まで延伸された。この時、カナーシー高架線と接続された。
1931年5月30日正午、マンハッタンの8番街まで2ブロックの延長駅が開業し、乗客は新しいIND8番街線に乗り換えることができるようになった。この駅は、他の独立地下鉄の駅と同じように建設された。この時点で、カナーシー線のルートは今日に至る形となった。
第二次世界大戦後、カナーシー・シャトルのトロリー線はB42バスに取って代わられ、道路は放棄された。路側帯は廃道となり、一部は埋め立てられ、他の部分は広い路地や狭い駐車場として残っている。この道路は東95丁目と東96丁目の間をシービュー・アベニューの南まで続いていた。
1980年代までに、カナーシー線は老朽化し、1日の利用者数が4万人しかいなかったため、路線休止が提案された。

### 自動運転化
カナーシー線は、市営地下鉄の非シャトル路線で、単一の系統のみを運行し、他の系統と運行線路を共有していない2つの路線のうちの1つである。このため、ニューヨーク市営地下鉄初の完全自動化路線の設置場所として選ばれた。この自動化プロジェクトは、無線周波数ベースのシステムを使用した世界初のもののひとつであった。設置計画は1999年から2002年にかけて策定された。ブロードウェイ・ジャンクション駅以南の高架区間が最初に完成し、続いてブロードウェイ・ジャンクション以北の地下区間が完成した。このプロジェクトには3億4,000万ドルかかり、そのうち7,800万ドルは線路の連動装置の改良に使われた。
2005年春、現在のCBTC対応R143形車両は、列車の運転を監視し、必要に応じて手動運転を引き継ぐアテンダントとして機能する1名の乗務員と共に、完全自動運転で走行することが期待されていた。しかし、試験列車がひとりでに転がり去るなどの技術的災難があり、自動運転開始は遅れた。通常、8番街からロリマー・ストリート駅まで、ロリマー・ストリート駅からブロードウェイ・ジャンクション駅まで、ブロードウェイ・ジャンクション駅からロッカウェイ・パークウェイ駅までの区間で、頻繁に運行が停止された。この間、シャトルバスが運休区間を運行した。このプロジェクトでは、一部の駅を一時的に閉鎖し、片方向または双方向で、路線を2つのセクションに分けて運行する必要もあった。2005年6月、カナーシー線は週末に150メートル（480フィート）列車を1人の運転士で運行した。しかし、これは91メートル（300フィート）の列車につき1人の運転士を配置しなければならないと定めた労働組合の契約違反であったため、MTAは150メートル（480フィート）の列車を週末に1人で運行するよう命じられた。MTAは常時2人体制での運行を再開するよう命じられた。
このシステムは2009年2月現在稼働している。L系統に割り当てられたR143形で自動化が達成されたが、2010年8月まで同線のR160A-1形はCBTCに対応していなかったため、一部の列車は自動運転列車と並行して手動で運転されていた。2012年初めに完全に自動列車運転を開始した。CBTCの導入により、同路線の列車運行上限は毎時20本から毎時24本に増加し、次の列車が到着するまでの時間を表示する接近表示器も導入が拡大された。

## 運行パターン
当初、列車はウィリアムズバーグのフェリー（後にマンハッタンまで延長）からブロードウェイ高架を通り、マンハッタン・ジャンクションを経てカナーシーまで走っていた。その後、地下鉄が開通すると、カナーシーからマンハッタンまでは、元々存在したブロードウェイ・高架線経由と、14丁目までのルートを14丁目-カナーシー線として、2つの系統が運行された。
1936年、新しい軽量な地下鉄高架装置が導入されたため、ラッシュ時間帯専用の新サービスが開始された、 8番街駅からリバティ・アベニュー高架線（フルトン・ストリート高架線の続き）東端のオゾン・パーク-レファーツ・ブールバード駅まで、ラッシュ時のみの運行が開始された。8番街-カナーシー間はBMTの16系統、レファーツ・ブールバード行きは通常13系統だった。フルトン・ストリート高架線が取り壊されたとき、ブロードウェイ高架（ジャマイカ線）からブロードウェイ・ジャンクションの連絡線を経由してカナーシーに向かう列車が運行された。1967年、BMTの全系統に文字が与えられると、カナーシー線全線を使用する16系統はLL系統となった。ラッシュ時のブロードウェイ方面線（14系統）はJJ系統とされ、ブロードウェイ・ジャンクションでカナーシー線に乗り換える代わりにジャマイカ線に留まるKK系統に置き換わる1968年まで運行された。この接続点は、それ以来、収入サービスのためにのみ散発的に使用されている。

## チェイニングについて
- カナーシー線のチェイニングはBMT Qである。これは運行されている運転系統（カナーシー線の場合はL系統）とは何の関係もない。
- カナーシー方面行きの線路がQ1、マンハッタン方面行きの線路がQ2である。
- BMT Qのチェイニング・ゼロ（起点）はマンハッタンにある8番街駅の西端である。チェイニングのBMT Qとカナーシー線全線は一致しており、Qの文字は他線のチェイニングでは使われない。
- カナーシー線の路線案内上の北はマンハッタン方面である。このため、実方位では概ね北西から西に対応する。

### 2004年以前
2004年以前は、カナーシー線のチェイニングは歴史的な由来を反映していた。1906年にピトキン・アベニューとヴァン・シンデリン・アベニューで旧フルトン・ストリート高架と分岐した地点から元の高架路は、BRTのチェイニングPに指定され、その区間の起点は同じ場所にあった。
デュアル・コントラクトのもとで建設または改修され、1924年と1928年に開業した14丁目-カナーシー線の部分は、マンハッタンの6番街と14丁目からピトキン・アベニューのBMT Pチェイニング始点までがBMT Qに指定された。BMT Qのチェイニング始点も6番街駅だった。
1931年に線路が8番街駅まで延長された際も、BMT Q連鎖線の連鎖ゼロは移動されなかった。路線上のすべての信号の名称とチェイニングのを変更するよりも、新しい区間を同じゼロから西に延ばし、チェイニングをBMT QWとした。
自動列車運転の導入に伴い、信号システムの全面的な交換が必要になったため、MTAは全線をBMT Qとし、チェイニング・ゼロを現在の路線西端に移動することを決定した。そのため、1920年頃の旧BRTのデュアル・コントラクト変更以来、めったに見られない事態となった。

## 駅一覧
- 全ての駅がニューヨーク市に所在し、L系統が終日停車する。

| 地区 （概略の位置）                                 | バリアフリー・アクセス                                             | 駅名                                                    | 開業日        | 乗換・備考                                                                                        |
| --------------------------------------------------- | ------------------------------------------------------------------ | ------------------------------------------------------- | ------------- | ------------------------------------------------------------------------------------------------- |
| チェルシー                                          | バリアフリー・アクセス                                             | 8番街駅                                                 | 1931年5月30日 | A C E （IND8番街線）                                                                              |
| チェルシー                                          |                                                                    | 6番街駅                                                 | 1924年6月30日 | 1 2 3 （IRTブロードウェイ-7番街線：14丁目駅 F <F> M （IND6番街線：14丁目駅 パストレイン：14丁目駅 |
| ユニオンスクエア                                    | バリアフリー・アクセス                                             | ユニオン・スクエア駅                                    | 1924年6月30日 | N Q R W （BMTブロードウェイ線） 4 5 6 <6>（IRTレキシントン・アベニュー線）                        |
| イースト・ヴィレッジ                                |                                                                    | 3番街駅                                                 | 1924年6月30日 |                                                                                                   |
| イースト・ヴィレッジ                                |                                                                    | 1番街駅                                                 | 1924年6月30日 | 北行 M15セレクト・バス・サービス                                                                  |
| 14丁目トンネルでイースト川を渡河                    |                                                                    |                                                         |               |                                                                                                   |
| ウィリアムズバーグ                                  |                                                                    | ベッドフォード・アベニュー駅                            | 1924年6月30日 |                                                                                                   |
| ウィリアムズバーグ                                  |                                                                    | ロリマー・ストリート駅                                  | 1924年6月30日 | G （INDクロスタウン線：メトロポリタン・アベニュー駅）                                             |
| ウィリアムズバーグ                                  |                                                                    | グラハム・アベニュー駅                                  | 1924年6月30日 |                                                                                                   |
| ウィリアムズバーグ                                  |                                                                    | グランド・ストリート駅                                  | 1924年6月30日 |                                                                                                   |
| イーストウィリアムズバーグ                          |                                                                    | モントローズ・アベニュー駅                              | 1924年6月30日 |                                                                                                   |
| イーストウィリアムズバーグ                          |                                                                    | モルガン・アベニュー駅                                  | 1928年7月14日 |                                                                                                   |
| ブッシュウィック                                    |                                                                    | ジェファーソン・ストリート駅                            | 1928年7月14日 |                                                                                                   |
| ブッシュウィック                                    |                                                                    | ディカルブ・アベニュー駅                                | 1928年7月14日 |                                                                                                   |
| ブッシュウィック/ リッジウッド                      | バリアフリー・アクセス                                             | マートル-ワイコフ・アベニュース駅                       | 1928年7月14日 | M （BMTマートル・アベニュー線） 開業時はマートル・アベニュー駅                                    |
| ブッシュウィック/ リッジウッド                      |                                                                    | ホールジー・ストリート駅                                | 1928年7月14日 |                                                                                                   |
| ブッシュウィック                                    |                                                                    | ウィルソン・アベニュー駅                                | 1928年7月14日 |                                                                                                   |
| ブッシュウィック                                    |                                                                    | ブッシュウィック・アベニュー-アバディーン・ストリート駅 | 1928年7月14日 |                                                                                                   |
| イーストニューヨーク/ブロードウェイ・ジャンクション |                                                                    | ブロードウェイ・ジャンクション駅                        | 1928年7月14日 | J Z （BMTジャマイカ線） A C （INDフルトン・ストリート線）                                         |
| イーストニューヨーク/ブロードウェイ・ジャンクション | BMTジャマイカ線への連絡線（定期列車なし）                          |                                                         |               |                                                                                                   |
| イーストニューヨーク/ブロードウェイ・ジャンクション | イースト・ニューヨーク車両基地への連絡線                           |                                                         |               |                                                                                                   |
| イーストニューヨーク/ブラウンズヴィル               |                                                                    | アトランティック・アベニュー駅                          | 1906年7月28日 | ロングアイランド鉄道：イーストニューヨーク駅                                                      |
| イーストニューヨーク/ブラウンズヴィル               |                                                                    | サッター・アベニュー駅                                  | 1906年7月28日 |                                                                                                   |
| イーストニューヨーク/ブラウンズヴィル               |                                                                    | リヴォニア・アベニュー駅                                | 1906年7月28日 |                                                                                                   |
| イーストニューヨーク/ブラウンズヴィル               | リンデン工場への連絡線（給電軌条なし、ディーゼル機関車の牽引のみ） |                                                         |               |                                                                                                   |
| イーストニューヨーク/ブラウンズヴィル               |                                                                    | ニューロッツ・アベニュー駅                              | 1906年7月28日 | 開業時はニューロッツ・ロード駅 B15（JFK空港行）                                                   |
| カナーシー                                          |                                                                    | 東105丁目駅                                             | 19世紀        | 地上駅だったが1906年頃に島式ホームの橋上駅に改築された。                                          |
| カナーシー                                          | カナーシー車両基地への接続線                                       |                                                         |               |                                                                                                   |
| カナーシー                                          | バリアフリー・アクセス                                             | カナーシー-ロッカウェイ・パークウェイ駅                 | 19世紀        | 地上駅。終端駅として大幅に改築された。                                                            |
| カナーシー                                          |                                                                    | フラットランズ・アベニュー駅（Flatlands Avenue）        |               | 線路は放棄、駅舎は解体済み                                                                        |
| カナーシー                                          |                                                                    | アベニューL駅（Avenue L）                               |               | 線路は放棄、駅舎は解体済み                                                                        |
| カナーシー                                          |                                                                    | カナーシー埠頭駅（Canarsie Pier）                       |               | 線路は放棄、駅舎は解体済み                                                                        |